# Baltasar Rodrigues de Melo
Baltasar Rodrigues de Melo foi um administrador colonial português.
Foi capitão-mor da capitania do Grão-Pará, de 1618 a 1619. Em 7 de janeiro de 1619 os tupinambás atacaram o Forte do Presépio, porém o governador conseguiu matar o líder, Guaiamiaba, fazendo assim com que os indígenas se dispersassem. Volta preso para Portugal.